# Fumaria
Fumaria es un género de plantas herbáceas de la familia Papaveraceae, subfamilia Fumarioideae, de la cual son el género tipo, pero algunos autores consideran todavía que dicha subfamilia tiene rango taxonómico de familia: Fumariaceae, junto a Corydalis y otros géneros menos corrientes.

## Descripción
Son hierbas de mediano tamaño, alcanzando el metro de altura, aunque por lo general no superan los 50 cm. El tallo es erecto, flexible y glabro; las hojas son compuestas, con folíolos lanceolados de color verde grisáceo. Florecen produciendo inflorescencias en forma de espiga, compuestos por 6 a 20 flores tubulares, bilabiados, espolonados, de color blanco a rosáceo con manchas púrpura en la extremidad de uno o más pétalos. El fruto es una nuez globular indehiscente con una sola semilla.
La planta Fumaria tiene varios beneficios, tanto aplicada de forma interna como externa, que son los siguientes:
- Diurético natural
- Para problemas de hígado
- Laxante natural
- Desinfectante para las heridas si se aplica de forma externa

## Distribución
Es género nativo de las zonas templadas de Europa y Asia, y se ha extendido mundialmente.

## Taxonomía
El género fue descrito por Carlos Linneo y publicado en Species Plantarum, vol. 2, p. 699–701, 1753. La especie tipo es: Fumaria officinalis L.
Etimología
Fumaria: nombre genérico del Latín fumus = "humo", posiblemente por el color o el olor de las raíces frescas.
El "humo" o el origen "fumy" de su nombre proviene del color translúcido de sus flores, dándoles la apariencia de humo o de colgar en el humo, y al color bruma ligeramente gris-azulado de su follaje, también se asemeja al humo proveniente del suelo, sobre todo después de rocío de la mañana.
La planta ya fue llamado fumus terrae (humo de la tierra) a principios del siglo XIII, y hace dos mil años, Dioscórides escribió en De Materia Medica (Περὶ ὕλης ἰατρικῆς) y Plinio el Viejo en Naturalis Historia que frotarse los ojos con la savia o látex de la planta provoca lágrimas, como el humo acre (fumus) hace a los ojos. Su nombre en griego es kapnos (καπνός, por el humo)

## Especies
- Fumaria agraria Lag.
- Fumaria barnolae Sennen & Pau
  - Fumaria barnolae subsp. barnolae Sennen & Pau
- Fumaria bastardii Boreau
- Fumaria bicolor Nicotra
- Fumaria bracteosa Pomel
- Fumaria capreolata L.
- Fumaria coccinea Lowe ex Pugsley
- Fumaria densiflora DC.
- Fumaria faurei (Pugsley) Lidén
- Fumaria flabellata Gasparr.
- Fumaria gaillardotii Boiss.
- Fumaria macrosepala Boiss.
  - Fumaria macrosepala subsp. macrosepala Boiss.
- Fumaria melillaica Pugsley
- Fumaria mirabilis Pugsley
- Fumaria montana Schmidt
- Fumaria munbyi Boiss. & Reut.
- Fumaria muralis Sond. ex W.D.J. Koch
  - Fumaria muralis subsp. muralis Sond. ex Koch
- Fumaria officinalis L.
  - Fumaria officinalis subsp. officinalis
  - Fumaria officinalis subsp. wirtgenii (Koch) Arcangeli
- Fumaria parviflora Lam.
- Fumaria petteri Rchb.
  - Fumaria petteri subsp. calcarata (Cadevall) Lidén & A. Soler
- Fumaria pugsleyana (Maire ex Pugsley) Lidén
- Fumaria reuteri Boiss.
- Fumaria rupestris Boiss. & Reut.
  - Fumaria rupestris subsp. rupestris Boiss. & Reut.
- Fumaria segetalis (Hammar) Cout.
- Fumaria sepium Boiss. & Reut.
- Fumaria vaillantii Loisel.